# FIP Florida Heritage Championship
Il FIP Florida Heritage Championship è il titolo secondario della Full Impact Pro. Esiste dal 2007.

## Albo d'oro
| Campione          | Regno | Data             | Località            | Evento                                    | Note                                                 |
| ----------------- | ----- | ---------------- | ------------------- | ----------------------------------------- | ---------------------------------------------------- |
| Erick Stevens     | 1     | 10 marzo 2007    | Crystal River       | Eddie Graham Memorial Battle of The Belts | Sconfisse Roderick Strong nella finale di un torneo. |
| Sal Rinauro       | 1     | 9 novembre 2007  | Crystal River       |                                           |                                                      |
| Chris Jones       | 1     | 11 ottobre 2008  | Crystal River       |                                           |                                                      |
| Rhett Titus       | 1     | 28 marzo 2009    | Crystal River       |                                           |                                                      |
| Brad Allen        | 1     | 3 ottobre 2009   | Crystal River       |                                           |                                                      |
| Jake Manning      | 1     | 31 luglio 2010   | Crystal River       |                                           |                                                      |
| Uhaa Nation       | 1     | 29 ottobre 2011  | Crystal River       |                                           |                                                      |
| Gran Akuma        | 1     | 9 agosto 2013    | Ybor City           |                                           |                                                      |
| Lince Dorado      | 1     | 14 marzo 2014    | Tampa, Florida      | Everything Burns                          |                                                      |
| Chasyn Rance      | 1     | 25 maggio 2014   | Orlando, Florida    | BELIEVE 70 Florida J Cup                  |                                                      |
| Maxwell Chicago   | 1     | 20 febbraio 2015 | Tampa, FL           | Ascension                                 |                                                      |
| Vacante           |       | 2 maggio 2016    |                     |                                           | Maxwell Chicago annuncia il suo ritiro.              |
| Donovan Danhausen | 1     | 27 maggio 2016   | Orlando, FL         | Accelerate                                |                                                      |
| Martin Stone      | 1     | 28 maggio 2016   | New Port Richey, FL | ACW Tradition Continues                   |                                                      |
| Jon Davis         | 1     | 2 aprile 2017    | New Port Richey, FL | Broken Tailgate Party                     |                                                      |
| Eddie Taurus      | 1     | 14 aprile 2018   | New Port Richey, FL | ACW Proving Ground Supershow!             |                                                      |
| Jon Davis         | 2     | 25 maggio 2018   | Ybor City, FL       | Ascension                                 |                                                      |
| Vacante           |       | 21 maggio 2021   |                     |                                           |                                                      |
| Troy Hollywood    | 1     | 22 maggio 2021   | Ybor City, FL       | Everything Burns                          |                                                      |
| Anthony Greene    | 1     | 14 novembre 2021 | Crystal River, FL   | WWN Supershow: Battle Of The Belts        |                                                      |